# Sverre Stensheim
Sverre Malvin Stensheim (* 31. Oktober 1933 in Oppdal; † 22. Januar 2022) war ein norwegischer Skilangläufer.

## Leben
Stensheim, der für den Idrettslaget Snøhetta startete, trat international erstmals bei den nordischen Skiweltmeisterschaften 1954 in Falun in Erscheinung. Dort belegte er den 39. Platz über 15 km. Bei den nordischen Skiweltmeisterschaften 1958 in Lahti kam er auf den 27. Platz über 50 km. Im März 1959 gewann er erstmals den 50-km-Lauf beim Holmenkollen Skifestival und erhielt dafür im selben Jahr die Aftenposten-Goldmedaille. Bei den Olympischen Winterspielen 1960 in Squaw Valley errang er den 20. Platz über 30 km und den zehnten Platz über 50 km. Im März 1960 gewann er wie im Vorjahr den 50-km-Lauf beim Holmenkollen Skifestival und erhielt dafür die Holmenkollen-Medaille. Zudem wurde er Zweiter hinter Arto Tiainen beim 50-km-Lauf bei den Lahti Ski Games. Im folgenden Jahr kam er bei den Lahti Ski Games auf den dritten Platz über 15 km und gewann zum dritten Mal in Folge den 50-km-Lauf beim Holmenkollen Skifestival. Bei den nordischen Skiweltmeisterschaften 1962 in Zakopane gelang ihn der 13. Platz über 30 km und der 11. Rang über 50 km. Im März 1962 siegte er bei den Lahti Ski Games über 50 km und belegte beim Holmenkollen Skifestival den fünften Platz über 50 km. Bei den Lahti Ski Games 1963 wurde er Zweiter über 50 km. Bei seiner letzten Olympiateilnahme 1964 in Innsbruck belegte er den 11. Platz über 30 km und den fünften Rang über 50 km. Anfang März 1964 errang er den dritten Platz über 15 km bei den Lahti Ski Games. Seinen letzten internationalen Auftritt hatte er bei den nordischen Skiweltmeisterschaften 1966 in Oslo. Dort errang er den 13. Platz über 50 km. Bei norwegischen Meisterschaften siegte er zweimal über 30 km (1959, 1960) und belegte zudem neunmal den zweiten und fünfmal den dritten Platz.
Sverre Stensheim starb im Januar 2022 im Alter von 88 Jahren.